# Akonitáz
Az akonitáz enzim (akonitát hidratáz; EC 4.2.1.3) a citromsavciklusban
a citrát izocitráttá való sztereospecifikus izomerizációját katalizálja a 
cisz-akonitát intermedieren keresztül.

Citromsav
Akonitát
Izocitrát